# جورجيا هال
جورجيا هال (بالإنجليزية: Georgia Hale)‏ هي ممثلة أمريكية، ولدت في 24 يونيو 1905 في الولايات المتحدة، وتوفيت في 7 يونيو 1985 بهوليوود في الولايات المتحدة.

## أعمال

### أفلام
- (1925) حمى الذهب

## وصلات خارجية
- جورجيا هال على موقع IMDb (الإنجليزية)
- جورجيا هال على موقع ألو سيني (الفرنسية)
- جورجيا هال على موقع ميوزك برينز (الإنجليزية)
- جورجيا هال على موقع أول موفي (الإنجليزية)
- جورجيا هال على موقع قاعدة بيانات الأفلام السويدية (السويدية)
- جورجيا هال على موقع قاعدة بيانات الفيلم (الإنجليزية)
- جورجيا هال على موقع كينوبويسك (الروسية)